# Gabinete Dantas
O Gabinete Dantas foi o ministério formado pelo Partido Liberal em 6 de julho de 1884 e dissolvido em 6 de maio de 1885. Foi chefiado por Manuel Pinto de Sousa Dantas, sendo o 28º gabinete do Império do Brasil após o estabelecimento do Decreto n.º 523 de 1847. Foi antecedido pelo Gabinete Lafayette e sucedido pelo Gabinete Saraiva II.

## Contexto

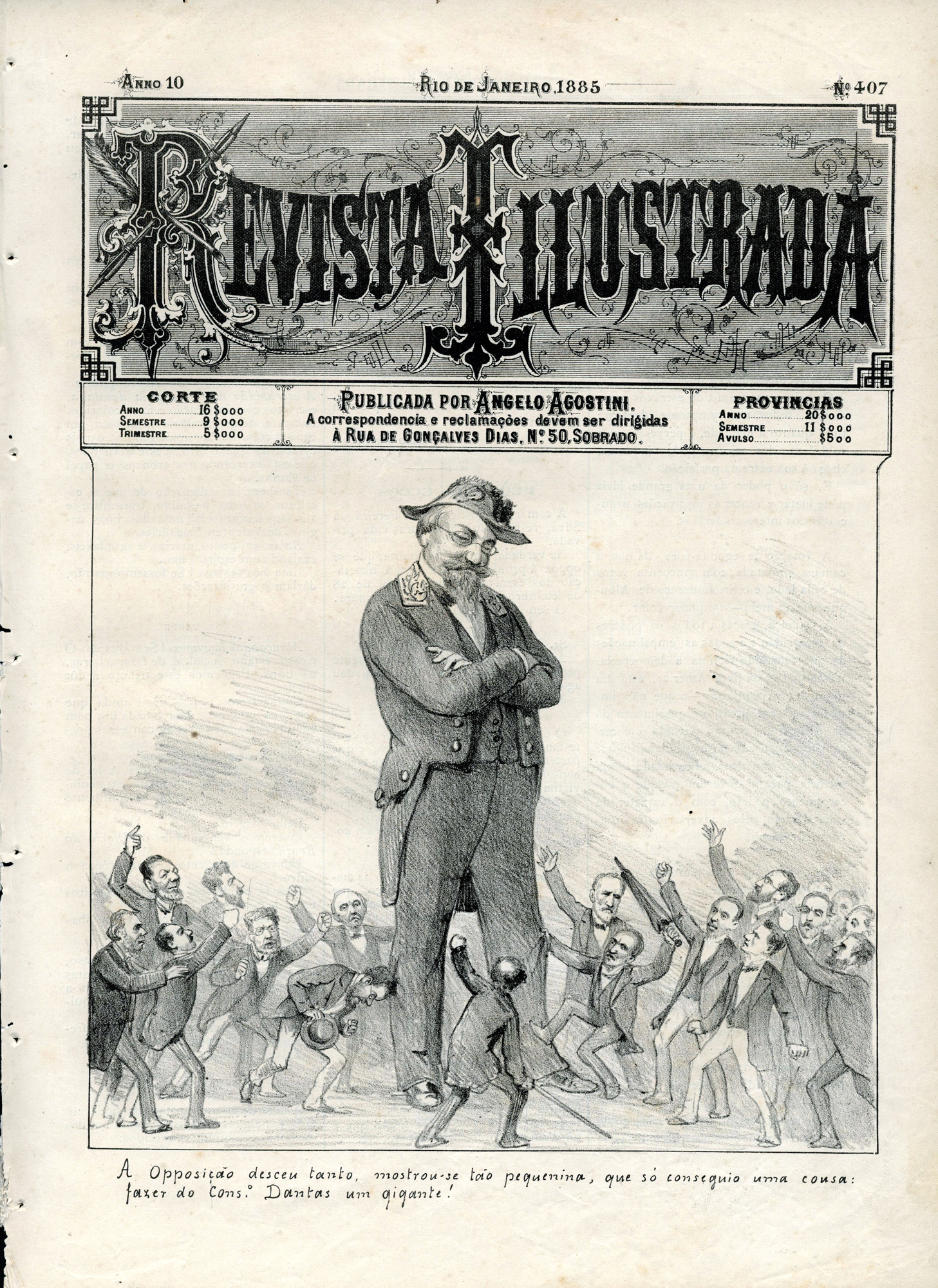
Charge a respeito da gestão Dantas (Revista Illustrada, 1885).

Segundo Sérgio Buarque de Holanda (2004):
Logo na sessão de apresentação do seu programa à Câmara, Dantas anuncia a decisão do Governo de intervir na solução progressiva do problema escravista. Expressando a sua posição com a fórmula “nem retroceder, nem parar, nem precipitar”, propõe uma série de medidas destinadas a promover a emancipação gradual. A primeira seria a localização provincial da escravatura, já adiantada pela legislação provincial. A segunda dizia respeito à ampliação do Fundo de Emancipação, através de uma contribuição nacional. A terceira consistia na libertação dos escravos maiores de 60 anos.

## Composição
O gabinete foi composto da seguinte forma:
- Presidente do Conselho de Ministros: Manuel Pinto de Sousa Dantas.
- Ministro dos Negócios do Império: Filipe Franco de Sá.
- Ministro da Justiça: Francisco Maria Sodré Pereira.
- Ministro dos Estrangeiros: João da Mata Machado; substituído em 22 de dezembro de 1884 por Manuel Pinto de Sousa Dantas, interino.
- Ministro da Fazenda: Manuel Pinto de Sousa Dantas.
- Ministro da Marinha: Joaquim Raimundo de Lamare, Visconde de Lamare.
- Ministro da Guerra: Cândido Luís Maria de Oliveira.
- Ministro da Agricultura, Comércio e Obras Públicas: Antônio Carneiro da Rocha.

## Programa de governo
Segundo o Presidente do Conselho de Ministros (1884):
Devo agora expor à Câmara e ao país o programa ou plano que o ministério adotou e propõe-se realizar: Sr. presidente, dentre as diversas questões que se impõem à atenção e estudo do governo, duas há, no momento presente, que dominam todas as outras: a financeira e a do elemento servil.
O gabinete apresentou o seguinte programa de governo:
- Projeto Dantas

1. Localizar e registrar o elemento servil;
2. Aumentar os recursos do Fundo de Emancipação;
3. Libertar os escravos com 60 anos de idade ou mais;
4. Assentar os libertos em terrenos despropriados às margens das estradas de ferro e dos rios navegáveis.

- Reformar as legislações comerciais, hipotecárias e de locação.
- Regularizar o casamento civil.
- Promover a imigração.

## Legislação aprovada
O gabinete aprovou a seguinte legislação:
- Lei nº 3.228 de 3 de setembro de 1884: Autoriza o Ministério do Império a despender até a quantia de 500:000$ como medida preventiva contra a invasão do cholera morbus no Império.
- Decreto nº 3.232 de 3 de setembro de 1884: Dispensa a condição de idade para a matrícula nos estabelecimentos de Ensino Superior, dependentes do Ministério do Império.
- Decreto nº 3.233 de 3 de setembro de 1884: Aumenta o número dos representantes da província do Pará e altera a divisão eleitoral da mesma província (vid. Decreto nº 9.283 de 22 de setembro de 1884).
- Decreto nº 9.233 de 28 de junho de 1884: Promulga a convenção assinada em Paris a 20 de março de 1883, pela qual o Brasil e outros Estados se constituem em União para a proteção da propriedade industrial.
- Decreto nº 9.234 de 28 de junho de 1884: Promulga o tratado de amizade, comércio e navegação entre o Brasil e o Paraguai (em 7 de junho de 1884).
- Decreto nº 9.238 de 28 de junho de 1884: Aprova as instruções para a celebração de contratos de navegação subvencionada pelo Estado.
- Decreto nº 9.251 de 26 de julho de 1884: Aprova o regulamento para a Escola Militar da província do Rio Grande do Sul.
- Decreto nº 9.259 de 9 de agosto de 1884: Aprova o regulamento para a Escola Geral de Tiro do Campo Grande.
- Decreto nº 9.266 de 23 de agosto de 1884: Promulga a convenção celebrada entre o Brasil e a Áustria-Hungria em 26 de maio de 1883 para extradição de criminosos.
- Decreto nº 9.269 de 23 de agosto de 1884: Declara que os oficiais honorários do Exército até ao posto de capitão que tiverem solicitado as respectivas patentes, podem passar procuração por instrumento particular por eles escrito e assinado (vid. consulta do Conselho de Estado, seção de Justiça, em 10 de novembro de 1881).
- Decreto nº 9.274 de 6 de setembro de 1884: Dá regulamento para o Asilo de Mendicidade da Corte.
- Decreto nº 9.304 de 29 de setembro de 1884: Regula as ajudas dos juízes municipais, de órfãos ou substitutos.
- Decreto nº 9.311 de 25 de outubro de 1884: Dá novos estatutos às faculdades de Medicina.
- Decreto nº 9.324 de 22 de novembro de 1884: Revoga o Art. 20 do Decreto nº 4.683 de 11 de janeiro de 1871, para que tenha fiel execução o Art. 60 da Lei de outubro de 1877 sobre os sucessores dos serventuários vitalícios, etc., (vide parecer da seção de Justiça do Conselho de Estado, em 15 de novembro de 1884).
- Decreto nº 9.326 de 25 de novembro de 1884: Altera algumas disposições ao regulamento de 19 de outubro de 1872, reorganizando os arsenais de guerra do Império.
- Decreto nº 9.344 de 16 de dezembro de 1884: Regula o modo por que voltam ao exercício os serventuários vitalícios dos ofícios de justiça, etc.
- Decreto nº 9.356 de 10 de janeiro de 1885: Dá novo regulamento para o Presídio de Fernando de Noronha.
- Decreto nº 9.360 de 17 de janeiro de 1885: Dá novos estatutos às Faculdades de Direito.
- Decreto nº 9.367 de 31 de janeiro de 1885: Aprova o regulamento para a Escola de aprendizes artilheiros.
- Decreto nº 9.368 de 31 de janeiro de 1885: Dá novo regulamento para a Fábrica de Pólvora da Estrela.
- Decreto nº 9.370 de 14 de fevereiro de 1885: Dá novo regulamento à Caixa da Amortização.
- Decreto nº 9.371 de 14 de fevereiro de 1885: Dá nova organização às companhias de aprendizes marinheiros.
- Decreto nº 9.374 de 14 de fevereiro de 1885: Reforma as disposições regulamentares e o quadro do pessoal técnico e de escritório da via permanente da Estrada de Ferro D. Pedro II.
- Decreto nº 9.381 de 21 de fevereiro de 1885: Dá regulamento reorganizando a Tipografia Nacional e o Diário Oficial.
- Decreto nº 9.382 de 21 de fevereiro de 1885: Altera o Decreto nº 8.943 de 12 de maio de 1883, que prescreve regras para evitar abalroações no alto mar.
- Decreto nº 9.395 de 7 de março de 1885: Dá novo regulamento para o Corpo Militar de Polícia da Corte.
- Decreto nº 9.397 de 7 de março de 1885: Estabelece regras para a adoção das obras concernentes ao Ensino Primário, etc.
- Decreto nº 9.417 de 25 de abril de 1885: Aprova o regulamento geral para as estradas de ferro do Estado.
- Decreto nº 9.420 de 28 de abril de 1885: Consolida a legislação relativa aos empregos de justiça, enumerando os ofícios de justiça vitalícios e suas atribuições, provendo os casos omissos e eliminando algumas disposições antinômicas, obsoletas ou inconvenientes ao serviço público.